# Dong’an (Yongzhou)
Dong’an (chinesisch 东安县, Pinyin Dōng’ān Xiàn) ist ein Kreis im Süden der chinesischen Provinz Hunan, der zum Verwaltungsgebiet der bezirksfreien Stadt Yongzhou gehört. Er hat eine Fläche von 2.211 km² und zählt 578.500 Einwohner (Stand: Ende 2018). Sein Hauptort ist die Großgemeinde Baiyashi 白牙市镇.
Die Stätte Shude shanzhuang (树德山庄) – der ehemalige Wohnsitz von Tang Shengzhi (1889–1970) – steht seit 2006 auf der Liste der Denkmäler der Volksrepublik China (6-1010).